# Planeta DeAgostini

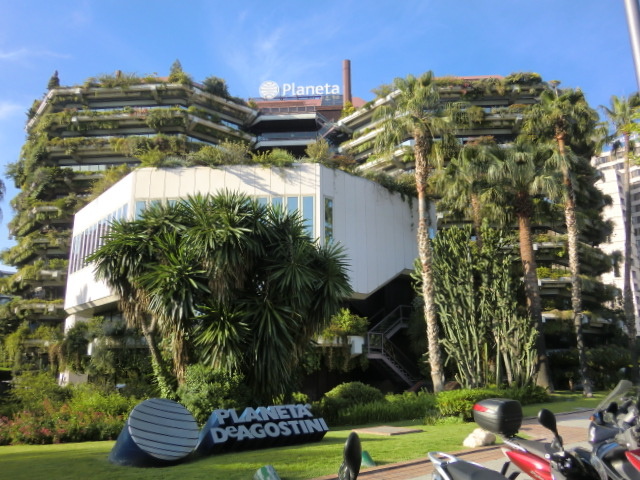
Sede da Planeta deAgostini

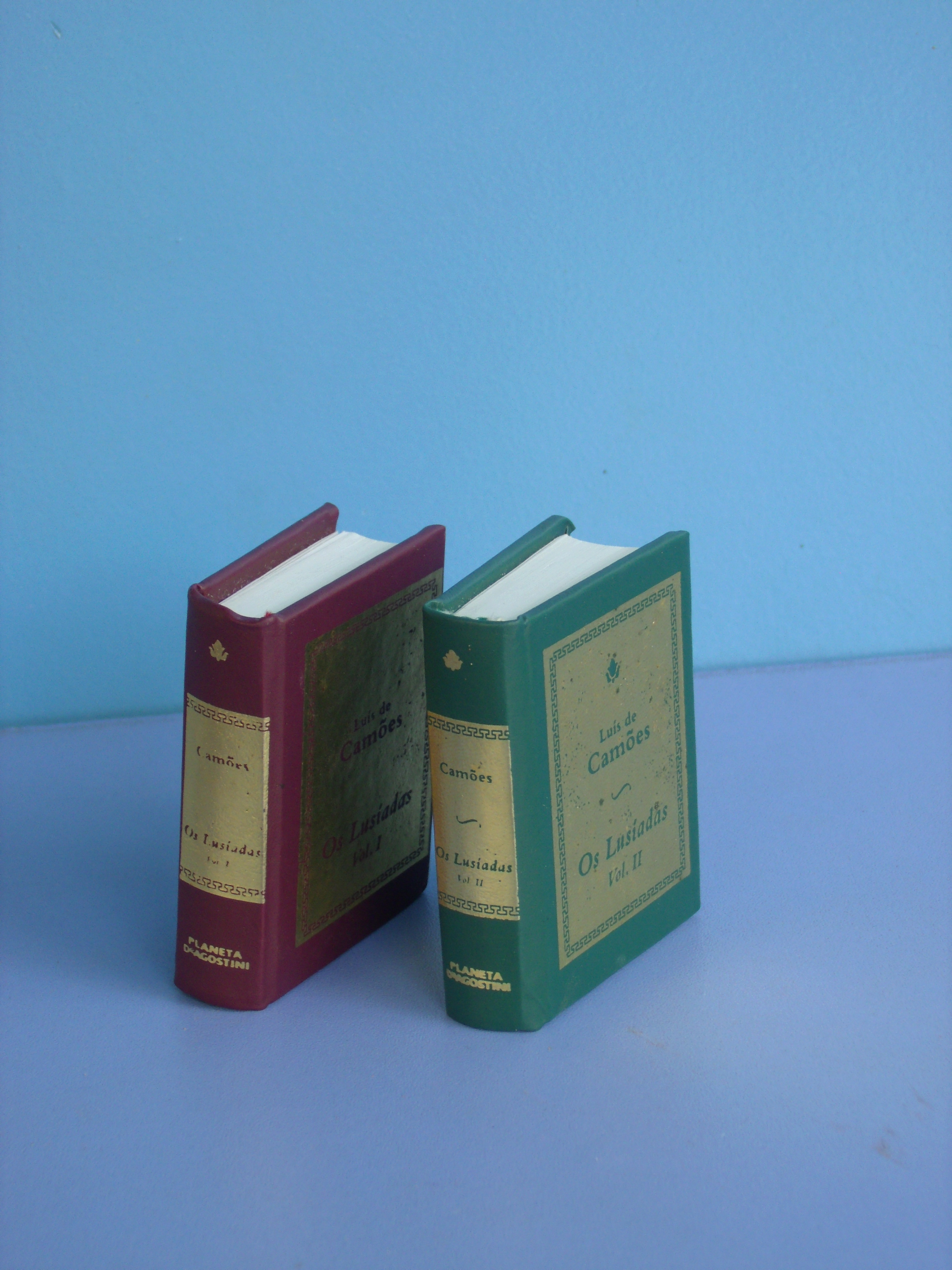
Os Lusíadas, em miniatura, editado em 2003 no Brasil, compondo a Coleção Grandes Nomes da Literatura Mundial em Miniatura.

Planeta DeAgostini é uma editora espanhola.

## História

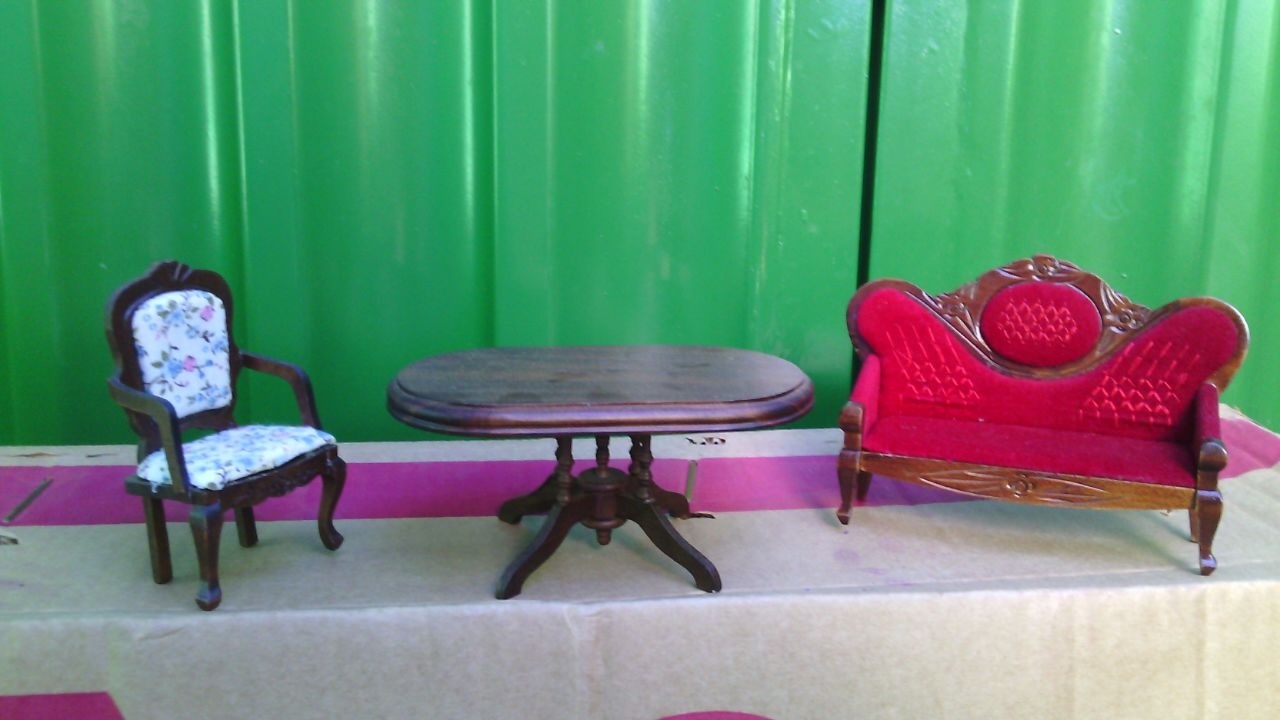
Móveis em arte de marcenaria de miniatura produzidos pela editora.

Fundada em 1985 e com sede em Barcelona. Faz parte do Grupo Planeta e do Gruppo DeAgostini S.p.A., fruto da colaboração entre a Editorial Planeta e a editora italiana Instituto Geográfico DeAgostini. A atividade da Planeta DeAgostini começou por estar ligada à publicação periódica de fascículos de obras enciclopédicas e cursos. Mais tarde a atividade foi alargada à edição de coleções em fascículos que apresentam temas tão diversos como o cinema, a música, obras infanto-juvenis, coleções de modelismo (carros telecomandados, casas de bonecas, navios), miniaturas automóveis e figuras de chumbo entre outros. A distribuição das obras colecionáveis é realizada por meio das bancas de jornais e atinge mais de 100.000 pontos de venda no conjunto de países em que está presente, sendo líder absoluta neste ramo de atividade.
A Planeta DeAgostini opera nos mercados de língua portuguesa e espanhola, em particular na Península Ibérica e na América Latina. O grupo trabalha em Portugal, Espanha, Argentina, Brasil, Chile, Equador e Uruguai. Da Editora fazem parte as marcas Planeta DeAgostini e Altaya.
A empresa está presente em Portugal desde o início dos anos 90, com obras colecionáveis distribuídas fundamentalmente nos pontos de venda de jornais e revistas (quiosques, papelarias, tabacarias, livrarias, etc.). Em 1995 a Editora disponibilizou um Serviço de Assinaturas  com envios mensais dos exemplares das coleções aos clientes subscritores. Em 2010 iniciou o Serviço de Reserva Garantida, que consiste na reserva dos exemplares nos pontos de venda espalhados pelo país em nome dos clientes aderentes.